# Georg Rüxner

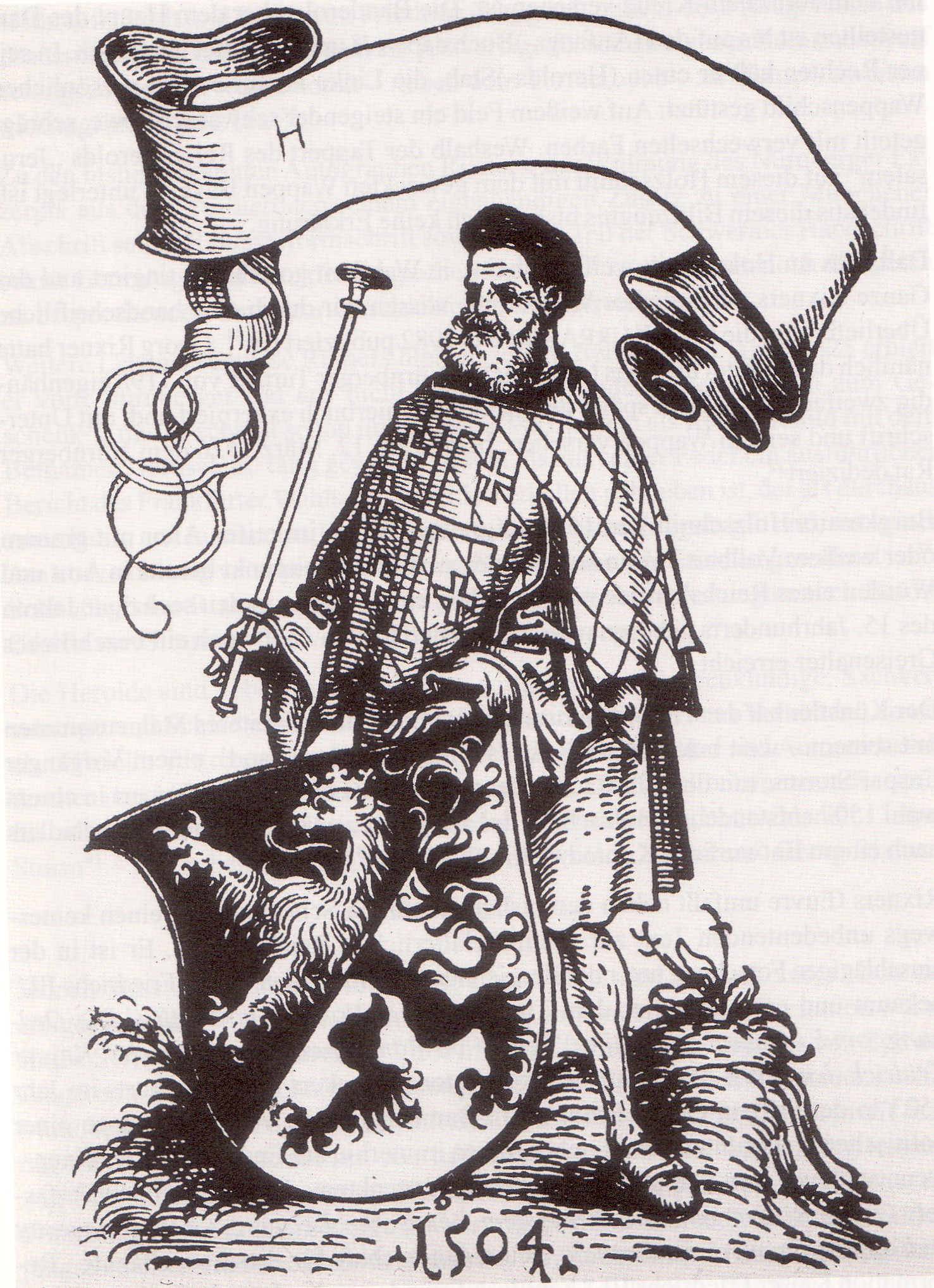
Georg Rüxner als Reichsherold „Jerusalem“ im Tappert des Königreichs Jerusalem (Holzschnitt von Hans Burgkmair der Ältere, 1504)

Georg Rüxner, nach eigener Schreibweise auch Georg Rixner, (urkundlich 1494 bis 1526 nachweisbar) war ein deutscher Herold und Verfasser des 1530 erstmals erschienenen Werkes ThurnierBuch. Von Anfang, Vrsachen, vrsprung, vnd herkommen der Thurnier im heyligen Römischen Reich Teutscher Nation.

## Lebensdaten
Die Lebensumstände Rüxners sind nicht bekannt. Die an den Pfalzgrafen Johann II. von Simmern (1492–1557) gerichtete Widmung seines Turnierbuchs lässt allerdings vermuten, dass Rüxner mit diesem in einer näheren Beziehung stand. In dieser Widmung nennt Rüxner sich „Eraldo und Khündiger der Wappen“ (Herold und Wappenkundiger).
In einer sich im Germanischen Nationalmuseum befindlichen Urkunde nennt er sich Georg Rixner, genannt Jerusalem, Herold. Es wird deshalb vermutet, dass er mit dem auf zwei Holzschnitten von Hans Burgkmaier des Älteren 1504 und 1507 abgebildeten Reichsherold Maximilians I. identisch ist. 1519 war er im Auftrag der Stadt Nürnberg als Berichterstatter bei der Königswahl Karls V. In weiteren Nürnberger Quellen wird er 1525/26 kaiserlicher Herold genannt.
Rüxner verfasste auch mehrere genealogische Arbeiten. Über die Herzöge von Mecklenburg schrieb er: Historischer Auszug von dem Herkommen und Wappen der Koenige und Herzoge in Mecklenburg Anno 1530 von Georg Rixner, genendt Hierosalem Eraldo und Konig der Wappen.

## Zeitgenössische Rezeption
Die häufigen Erwähnungen des Turnierbuches bei Zeitgenossen machen deutlich, dass es für diese eine Art frühneuzeitliches Genealogisches Handbuch des Adels darstellte. Andererseits wurden seine Angaben frühzeitig in Zweifel gezogen.
Froben Christoph von Zimmern nennt Rüxner in der Zimmerischen Chronik abfällig einen Persevant, also keinen vollwertigen Herold, obwohl er, wie die häufigen Erwähnungen Rüxners oder des Turnierbuchs in seiner Chronik zeigen, das Turnierbuch sehr intensiv genutzt haben muss.
Cyriacus Spangenberg urteilt über Rüxners Genealogie der Grafen von Henneberg folgendermaßen: „Georg Rixner, genannt Jerusalem, Reichsherold, hat den Fürsten zu Henneberg sonderlich hofiren wollen, und deren Ankunft aus Italien und Rom von den Colmnesern hergezogen, und ihren Stamm-Baum mit dem 311. Jahre nach Christi Geburt angefangen. Hie siehe nun, gutwilliger Leser, von Wunderswegen, welch gantz ungeschicktes Ding in diesem Gedichte vorgebracht wird.“
Und auch Martin Crusius urteilt über die falsche Datierung des 26. Turniers: „… obwohlen es Ryxner in das Jahr 1436 zuruck setzt, deme man aber, weil er offt die Unwahrheit sagt, nicht überall trauen darff.“

## Das Turnierbuch

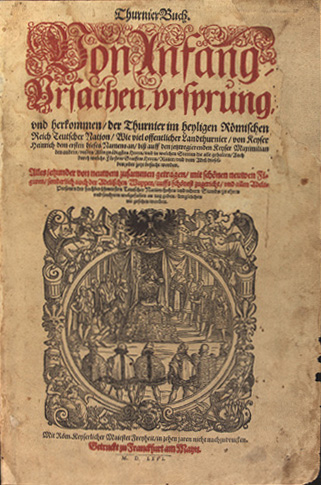
Titelblatt von Rüxners Thurnierbuch

Man geht heute davon aus, dass die ersten 14 Turniere frei erfunden sind und man erst ab dem 15. Turnier den Angaben, von Datierungsfehlern abgesehen, einigermaßen vertrauen darf. Die Angaben über die früheren Turniere dienen demnach dem Zweck, die adelige Turnierberechtigung zu legitimieren und sie besonders gegen bürgerliche Ansprüche abzusichern. In der Einleitung zu seinem Turnierbuch schreibt Rüxner, dass er zu dessen Verfassung durch ein „Tractätlin“ des Augsburger Bürgers Marx Wirsung veranlasst wurde. In dessen Ausführungen werde aber die Position des Adels falsch dargestellt, weshalb er „auß phlichten schuldig“ sei, „dieselben zu corrigirn und endern, nach erkentnus des rechten Originals“. Er erläutert dann weiter, dass ihm von Johann Kirchberger, dem Vikar des Stifts St. Mauritius zu Magdeburg ein in Niederdeutsch geschriebenes Turnierbuch übergeben worden sei, das er mit dessen Hilfe ins Hochdeutsche übersetzte und das dann von Kirchberger verbrannt worden sei. Somit sei sein Turnierbuch die einzige Beschreibung des älteren Turnierwesens.
Der Text der Ausgabe des Turnierbuchs von 1530 enthält die Beschreibung von insgesamt 36 Turnieren, die zwischen 938 und 1487 stattfanden bzw. stattgefunden haben sollen. Die Beschreibungen beinhalten eine komplette Aufzählung aller Teilnehmer. Hierbei werden die Turniergesellschaften einzeln unterschieden nach den „Vier Lande“ aufgeführt:
1. Rheinstrom (Mittel- und Niederrhein)
  1. Gesellschaft im Wind/im Laufhund
  2. Gesellschaft im Löwen
  3. Gesellschaft im Wolf
  4. Gesellschaft im Schwan
  5. Gesellschaft im Steinbock
  6. Gesellschaft im niederen Esel
  7. Gesellschaft im oberen Esel
2. Schwaben
  1. Gesellschaft im Falken und Fisch
  2. Gesellschaft im Steinbock
  3. Gesellschaft im Bracken/Leithund am Kranz
  4. Gesellschaft in der Krone
3. Franken
  1. Gesellschaft im Greifen
  2. Gesellschaft im Einhorn
  3. Gesellschaft im Esel
  4. Gesellschaft vom gekrönten Bären, vereinigt mit der Gesellschaft in der Fürsprang
4. Bayern
  1. Gesellschaft im Bären
  2. Gesellschaft im Freipferd
  3. Gesellschaft im Pfauen

Die einzelnen Turniere werden immer nach demselben Schema präsentiert:
- Die Nummer des Turniers.
- Das Wappen des einladenden Fürster oder der Ritterschaft umgeben von den Wappen der vier Turnierkönige (das sind die Sieger der jeweiligen Ritterschaft des vorangegangenen Turniers).
- Das Wappen der Stadt in der das Turnier stattfand (diese war nach Beratungen unter den vier Landschaften festgelegt worden).
- Die weiteren Illustrationen sind nicht individuell auf das einzelne Turnier bezogen, stattdessen werden in unregelmäßiger Anordnung dieselben Holzschnitte wiederholt.
- Dann werden die Teilnehmer getrennt nach ihren Turniergesellschaften aufgeführt und dem Ablauf eines Turniers entsprechend werden auch die gewählten Funktionäre und Preisrichter sowie die begleitenden Damen namentlich genannt.

Es lässt sich folgender Turnierablauf darstellen:
- „Thurnirswerber“ oder „vorreyser“ verhandelten mindestens ein Jahr vor dem Turnier über die Organisation des Turniers. „Ladschreiben“ wurden durch die Herolde verteilt.
- Die Turnierfreiheit, sieben Tage vor und nach dem Turnier, wurde festgelegt und von der ausrichtenden Stadt garantiert.
- Die Turnierteilnehmer sollten zwei Damen mitbringen (Turniere waren auch ein beliebter Heiratsmarkt).
- Das Quartier wurde in der Regel am Sonntag bezogen. Nichtkämpfende Helfer standen den Fürsten vier zu, den Grafen drei, den Freiherren zwei und dem einfachen Adel einer.
- Am Montag erfolgte das Aufschreiben aller Turnierteilnehmer. Zwei Ritter aus jedem Land, ein alter und ein junger, bildeten einen besonderen Rat. Dieser bestimmte das Amt zur Helmschau und der Helmteilung. Hierzu wurden aus jedem Land je drei Männer und drei Frauen sowie zwölf „Grießwertel“ oder „Stabler“ (Kampfrichter) bestimmt.
- Am Dienstag erfolgte die Helmschau. Hier wurden die Helmziere präsentiert und die Waffen geprüft. Abgewiesen werden konnte, wessen vier Ahnen väterlicher- und mütterlicherseits keine „Edelwappengenossen“ waren und wessen Voreltern 50 Jahre nicht turniert hatten. Ausgeschlossen wurden auch Meineidige, Verleumder, Verräter, Wucherer, Straßenräuber, Mörder, Ehebrecher und Verbrecher gegen die Frauenehre. Dies führte 1481 in Heidelberg dazu, dass von 600 im Harnisch erschienenen nur 466 zum weiteren Turnier zugelassen wurden. Es erfolgte ebenfalls die Helmteilung, das heißt die Festlegung der Turniergruppen. Bei einer sehr großen Teilnehmerzahl wurden bis zu vier Turniere angesetzt. In Schaffhausen (Turnier 21) konnte bei 236 Helmen auf eine Teilung verzichtet werden.

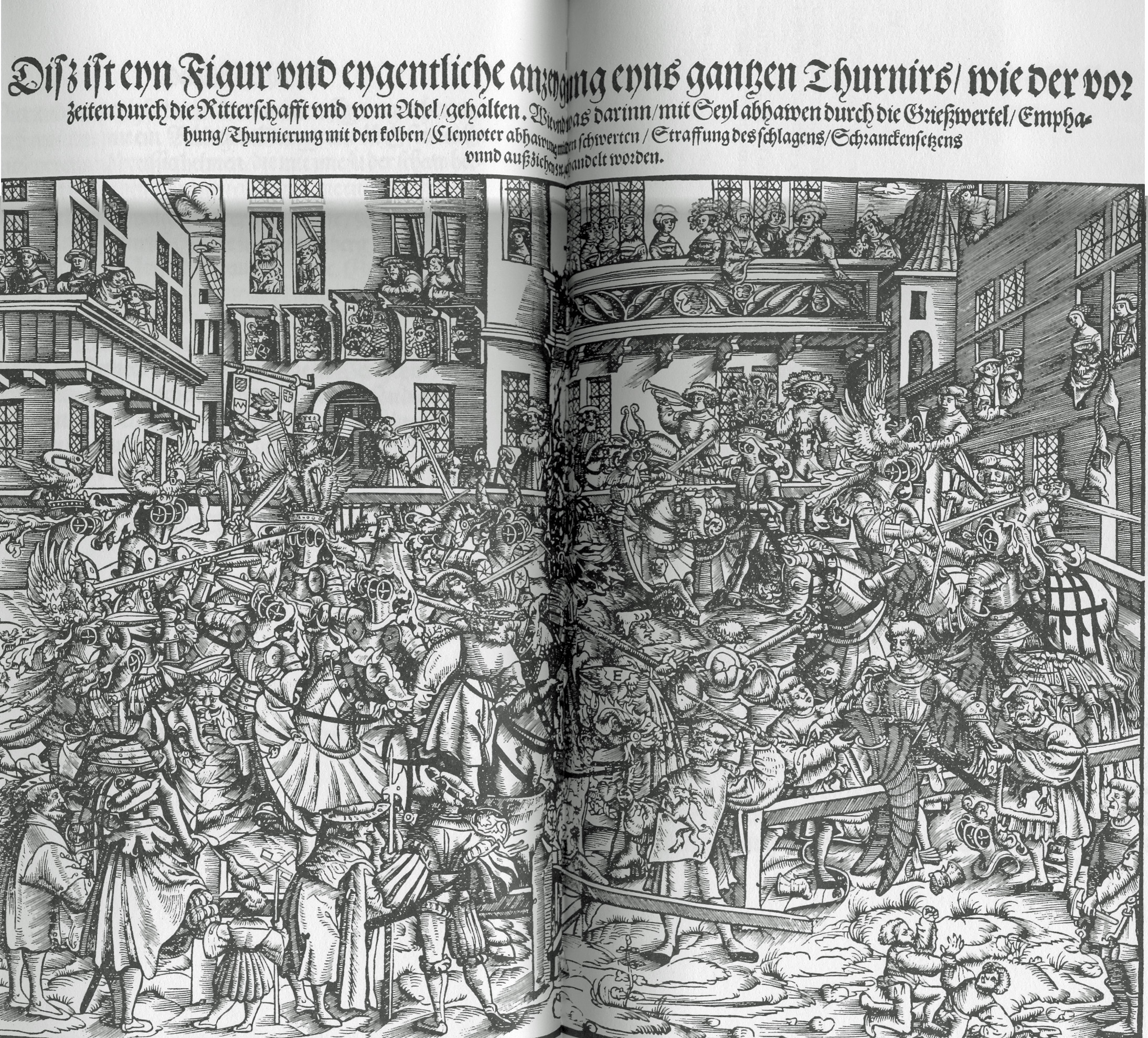
Kolbenturnier in ThurnierBuch – Von Anfang, Vrsachen, vrsprung, vnd herkommen der Thurnier im heyligen Römischen Reich Teutscher Nation von 1530 (Nachdruck)

- Am Mittwoch und Donnerstag wurden die Wettkämpfe ausgetragen. Nach dem ersten Bläsersignal wurden die Schranken geöffnet und die Parteien ritten in den Turnierplatz ein, zunächst von einem Seil getrennt. Beim zweiten Bläsersignal wurden die Schranken geschlossen und nachdem der Turniervogt zum ritterlichen Kampf gemahnt hatte, wurde das Seil durchschlagen. Ziel des Turniers war es, die Helmzier der Gegner mit dem Kolben abzuschlagen (Kolbenturnier). Wer gegen die Turnierregeln verstieß, wurde auf die Schranke gesetzt und so lange geschlagen, bis ihm der Harnisch vom Körper fiel. Sein Pferd und die Rüstung verfielen den Herolden und Turnierknechten.
- Nach dem Hauptturnier fanden noch einzelne Ritterspiele statt. Beim Stechen wurde mit stumpfer Lanze und leichtem Harnisch gekämpft. Das welsche Stechen war dahingehend modifiziert, dass über die Planken gekämpft wurde, die Reiter also mit einer Barriere voneinander getrennt waren. Das Rennen erfolgte mit scharfer Lanze, aber in vollem Feldharnisch.

Der letzte Turniertag schloss mit einem Festessen und Tanz ab. Eine besondere Kleiderordnung verbot zu üppige Kleidung und das Tragen von Goldschmuck. Damit sollten auch die ärmeren Ritter und ihre Frauen, Töchter und Schwestern nicht vom Besuch ausgeschlossen werden. Als gesellschaftliches Ereignis diente das Turnier auch dem Knüpfen von Heiratsverbindungen. Beim Festessen wurden die vier Sieger aus jedem Land geehrt, jeweils eine Dame sprach ihnen den Dank aus und als Turnierkönige für das jeweils nächste Turnier luden sie zum nächsten Turnier ihres Landes.
Ab 1566 erschien das Turnierbuch in einer um zwei Teile erweiterten Auflage mit Holzschnitten von Jost Amman bei dem Frankfurter Verleger Sigmund Feyerabend. Der zweite Teil enthält eine Beschreibung der von Erzherzog Maximilian von Österreich zu Ehren Kaiser Ferdinands I. und Herzog Albrechts von Bayern in Wien veranstalteten „fünff Thurniere“; der dritte Teil beschreibt die anlässlich der Ankunft des spanischen Königs Philipp I. in Bintz am 22. August 1549 abgehaltenen Spiele. Allen Turnierbeschreibungen sind detaillierte Angaben zu den beteiligten Personen nachgestellt.

## Die einzelnen Turniere
| Nummer | Datum                             | Ort                      | Veranstalter                                                                          |
| ------ | --------------------------------- | ------------------------ | ------------------------------------------------------------------------------------- |
| 1      | 7. bis 11. Januar 938             | Magdeburg                | Heinrich der Vogler                                                                   |
| 2      | 30. Oktober bis 3. November 942   | Rothenburg ob der Tauber | Herzog Konrad von Franken                                                             |
| 3      | 5. bis 9. November 948            | Konstanz                 | Herzog Ludwig von Schwaben                                                            |
| 4      | 5. bis 9. Dezember 969            | Merseburg                | Markgraf Nidack zu Meißen, Graf zu Merseburg                                          |
| 5      | 12. bis 16. Januar 996            | Braunschweig             | Markgraf Ludwig zu Sachsen und Herr zu Braunschweig                                   |
| 6      | 8. bis 12. Februar 1019           | Trier                    | Kaiser Konrad, Herzog von Franken                                                     |
| 7      | 2. bis 6. Mai 1042                | Halle                    | Kaiser Heinrich III., Herzog von Franken                                              |
| 8      | 16. bis 20. August 1080           | Augsburg                 | Herzog Hermann zu Schwaben                                                            |
| 9      | 2. bis 6. November 1119           | Göttingen                | Herzog Leudolph zu Sachsen und Graf zu Supplingenburg                                 |
| 10     | 5. bis 9. Dezember 1165           | Zürich                   | Welpho, Herzog in Bayern und Spoleto                                                  |
| 11     | 7. bis 12. Januar 1179            | Köln                     | Graf Florentz im Hennegau, Holland und Seeland                                        |
| 12     | 8. bis 12. Februar 1198           | Nürnberg                 | Kaiser Heinrich VI.                                                                   |
| 13     | 8. bis 12. Februar 1209           | Worms                    | Ritterschaft am Rheinstrom                                                            |
| 14     | 4. bis 8. November 1235           | Würzburg                 | Ritterschaft im Land Franken                                                          |
| 15     | 1. bis 5. Oktober 1284            | Regensburg               | Ritterschaft zu Bayern                                                                |
| 16     | 18. bis 22. November 1296         | Schweinfurt              | Ritterschaft zu Franken                                                               |
| 17     | 29. August bis 2. September 1311  | Ravensburg               | Ritterschaft zu Schwaben                                                              |
| 18     | 2. bis 6. November 1337           | Ingelheim am Rhein       | Ritterschaft am Rheinstrom                                                            |
| 19     | 9. bis 13. Januar 1362            | Bamberg                  | Ritterschaft zu Franken                                                               |
| 20     | 12. bis 16. November 1374         | Eßlingen                 | Ritterschaft zu Schwaben                                                              |
| 21     | 3. bis 7. November 1392           | Schaffhausen             | Ritterschaft zu Schwaben                                                              |
| 22     | 27. bis 31. August 1396           | Regensburg               | Ritterschaft zu Bayern                                                                |
| 23     | 28. Januar bis 1. Februar 1403    | Darmstadt                | Ritterschaft am Rheinstrom                                                            |
| 24     | 30. September bis 4. Oktober 1408 | Heilbronn                | Ritterschaft zu Schwaben                                                              |
| 25     | 23.–27. Oktober 1412              | Regensburg               | Ritterschaft zu Bayern                                                                |
| 26     | 1436 (Datum falsch)               | Stuttgart                | Graf Ulrich von Württemberg bei seiner Hochzeit mit Elisabeth von Bayern-Landshut     |
| 27     | 1439                              | Landshut                 | Ludwig, Pfalzgraf bei Rhein, Herzog in Bayern                                         |
|        | 1451                              | Nürnberg                 | Gestech zu Nürnberg: Markgraf Albrecht von Brandenburg                                |
| 28     | 10. bis 14. Januar 1479           | Würzburg                 | Ritterschaft zu Franken                                                               |
| 29     | 27. bis 30. August 1480           | Mainz                    | Ritterschaft am Rheinstrom                                                            |
| 30     | 26. bis 30. August 1481           | Heidelberg               | Ritterschaft am Rheinstrom zu Ehren von Kurfürst Philipp von der Pfalz                |
| 31     | bis 9. Januar 1484                | Stuttgart                | Ritterschaft zu Schwaben                                                              |
| 32     | 5. bis 9. September 1484          | Ingolstadt               | Ritterschaft zu Bayern zu Ehren von Herzog Georg, Pfalzgraf zu Ober- und Niederbayern |
| 33     | 15. bis 18. Mai 1485              | Ansbach                  | Ritterschaft zu Franken zu Ehren von Kurfürst Albrecht zu Brandenburg                 |
| 34     | 8. bis 11. Januar 1486            | Bamberg                  | Ritterschaft zu Franken                                                               |
| 35     | 4. bis 8. Februar 1487            | Regensburg               | Ritterschaft zu Bayern                                                                |
| 36     | 26. bis 29. August 1487           | Worms                    | Ritterschaft am Rheinstrom                                                            |